# رافاييل لومباردو
رافاييل لومباردو (بالإيطالية: Raffaele Lombardo)‏ هو سياسي إيطالي، ولد في 29 أكتوبر 1950 في قطانية في إيطاليا. نشط حزبياً في Movement for Autonomy ‏ والحزب الديمقراطي المسيحي الإيطالي. في انتخابات البرلمان الأوروبي 1999، انتخب عضو في البرلمان الأوروبي عن دائرة إيطاليا لترشحه ضمن قائمة اتحاد الوسطيون ‏، وقد انضم خلال فترته النيابية (20 يوليو 1999 – 19 يوليو 2004) للكتلة البرلمانية الكتلة البرلمانية لحزب الشعب الأوروبي وفي انتخابات البرلمان الأوروبي 2004، انتخب عضو في البرلمان الأوروبي عن دائرة الجزر الايطالية ‏ لترشحه ضمن قائمة اتحاد الوسطيون ‏، وقد انضم خلال فترته النيابية (20 يوليو 2004 – 21 مايو 2008) للكتلة البرلمانية الكتلة البرلمانية لحزب الشعب الأوروبي وانتخب عضو مجلس النواب في الجمهورية الإيطالية.